# افزایش نیروهای جنگ عراق در سال ۲۰۰۷

توسعه قدرت نیروها

در زمینه جنگ عراق،این افزایش به افزایش تعداد نیروهای آمریکایی توسط جورج دبلیو بوش در سال۲۰۰۷ به منظور تأمین امنیت بغداد و استان الانبار اشاره دارد.
این افزایش با عنوان کاری "راه جدید به پیش" توسعه یافت و در ژانویه۲۰۰۷ توسط بوش طی یک سخنرانی تلویزیونی اعلام شد.بوش دستور استقرار بیش از ۲۰۰۰۰سرباز (پنج تیپ اضافی) را به عراق صادر کرد و اکثریت آنها را به بغداد فرستاد. وی همچنین دوره اکثر نیروهای ارتش در کشور و برخی از تفنگداران دریایی را که در انبار هستند، تمدید کرد. رئیس‌جمهور هدف کلی را ایجاد یک عراق فدرال یکپارچه و دموکراتیک توصیف کرد که بتواند خود را اداره کند، از خود دفاع کند، و خود را حفظ کند و در جنگ علیه تروریسم متحد باشد. عنصر اصلی این استراتژی، تغییر تمرکز برای ارتش ایالات متحده بود «برای کمک به عراقی‌ها در پاکسازی و امنیت محله‌ها، کمک به آنها برای محافظت از مردم محلی، و کمک به اطمینان از اینکه نیروهای عراقی باقی مانده قادر به تأمین امنیت هستند». رئیس‌جمهور اظهار داشت که این افزایش زمان و شرایط مساعد برای آشتی بین جوامع را فراهم می‌کند.
این افزایش که در برابر مخالفان شدید داخلی آغاز شد و پس از شکست جمهوری خواهان در انتخابات میان دوره ای ۲۰۰۶ آغاز شد، از نظر سیاسی بسیار دشوار تلقی شد. یکی از کارکنان کاخ سفید منطق سیاسی را به اختصار توضیح داد: «اگر می‌خواهید خرس شوید، گریزلی باشید.» در نگاهی به گذشته، هیلاری کلینتون، باراک اوباما و سایر منتقدان این افزایش، استدلال کرده‌اند که موفقیت‌آمیز بوده‌است.

## واژه‌شناسی
عبارات «راه جدید رو به جلو»، و «راهی جدید به جلو در عراق» به‌طور گسترده توسط تونی اسنو، سخنگوی کاخ سفید و رسانه‌های خبری قبل از آن استفاده می‌شد به سخنرانی رئیس‌جمهور در ۱۰ ژانویه۲۰۰۷ که تغییر سیاست را اعلام کرد، اشاره داشت. مطبوعات ایالات متحده همچنین از این افزایش به عنوان «افزایش نیروهای عراقی» یاد می‌کنند. پس از سخنرانی، برخی از دموکرات‌ها به جای افزایش موج، از اصطلاح «تشدید» استفاده کردند، اگرچه برخی دیگر در حزب این اصطلاحات را به جای یکدیگر به کار بردند.

## زمینه

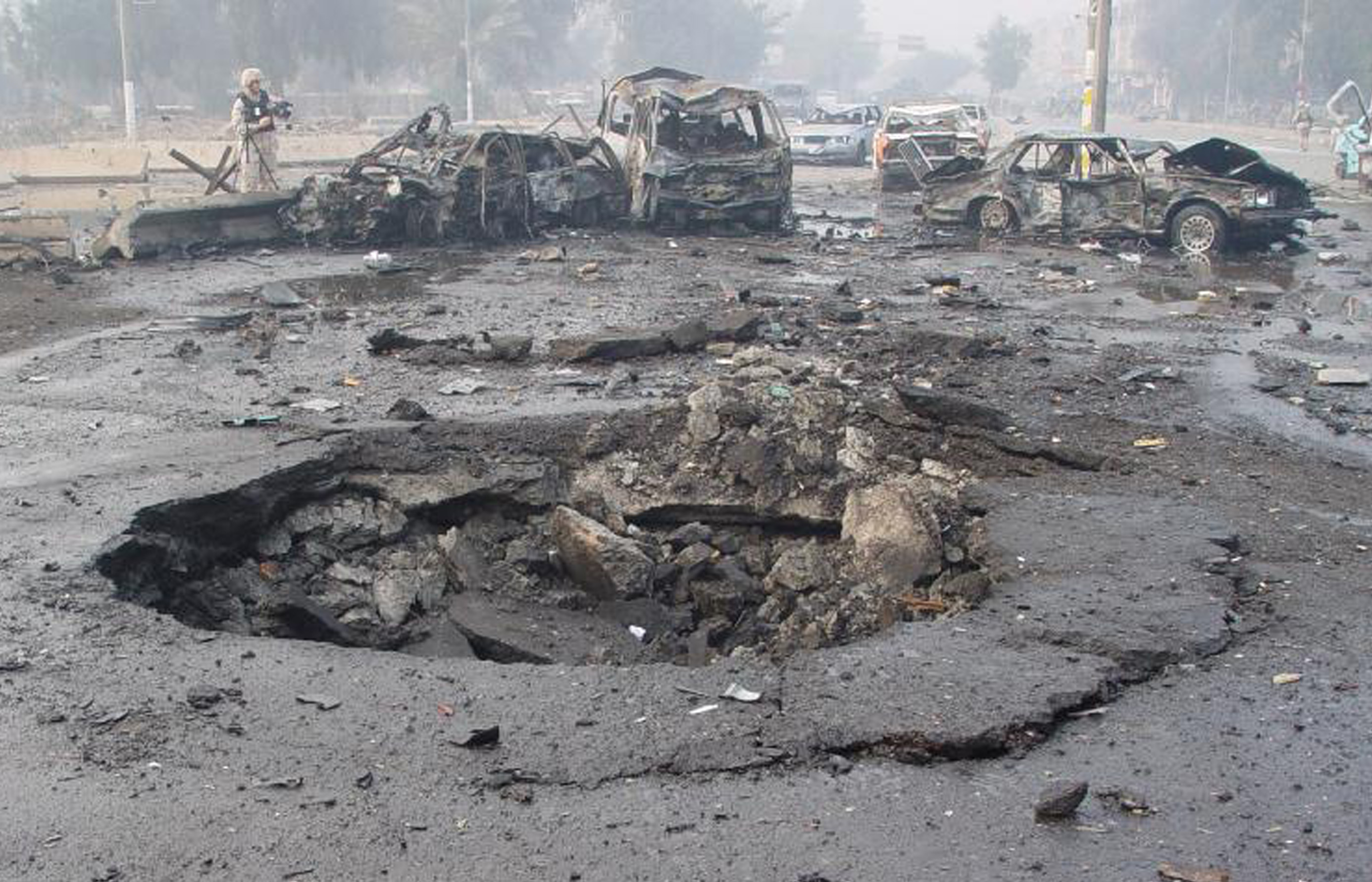
دسامبر۲۰۰۷ انفجار خودروی بمب‌گذاری شده در بغداد

### تقاضا

#### انتخابات ۲۰۰۶
نظرسنجی‌ها نشان داد که پس از انتخابات عمومی سال ۲۰۰۶،"اکثریت قابل توجهی از آمریکایی‌ها انتظار دارند که دموکرات‌ها در صورت کسب کنترل کنگره، دخالت نظامی آمریکا در عراق را کاهش دهند یا پایان دهند. نانسی پلوسی، رهبر دموکرات‌ها، این دیدگاه را به عنوان یک همه‌پرسی دربارهٔ جنگ تأیید کرد و در روزهای پایانی مبارزات انتخاباتی گفت: «این انتخابات دربارهٔ عراق است. اگر واقعاً آن طور که مردم انتظار دارند، پیش بیاید، مردم آمریکا صحبت کرده‌اند و روندی که رئیس‌جمهور در پیش دارد رد خواهند کرد» رسانه‌های خبری پیروزی دموکرات‌ها در هردو مجلس کنگره آمریکا را به عنوان «تنبیه رئیس‌جمهور جورج دبلیو بوش و جمهوری خواهانبه خاطر رسوایی‌های اخلاقی در واشینگتن و جنگ شکست خورده در عراق» ارزیابی کردند.

#### موضع دموکراتیک
پس از پیروزی حزب او، پلوسی، رئیس منتخب مجلس نمایندگان (که یک ماه بعد بیزاری خود را از «پیشنهاد افزایش» آشکار کرد) مقاله ای با عنوان «پایان دادن به جنگ بالاترین اولویت من به عنوان رئیس است» نوشت. در این مقاله توضیح داده شده‌است که پس از دیدار از جانبازان مجروح جنگ عراق در مرکز پزشکی نیروی دریایی بتسدا، «بیش از همیشه متعهدتر از همیشه آنجا را ترک کردم تا جنگ را به پایان برسانم. من دیروز به همکارانم گفتم که بزرگ‌ترین مشکل اخلاقی کشور ما در سه سال و نیم گذشته جنگ در عراق است. وقتی مجلس در ۴ ژانویه۲۰۰۷ دوباره تشکیل جلسه دهد، دموکرات‌ها قدرت را دردست خواهند گرفت ومن با آگاهی ازمسئولیتی که در قبال شما و کشور داریم، سنگر را به دست می‌گیرم. کنگره جدید دموکراتیک مطابق با بالاترین استانداردهای اخلاقی خواهد بود.[ما]آماده رهبری و آماده حکومت هستیم. ما به اعتماد مردم آمریکا احترام خواهیم گذاشت. ما ناامید نخواهیم شد.»

#### موضع جمهوری خواهان
پس از انتخابات میان‌دوره‌ای ایالات متحده در سال۲۰۰۶ که در آن جمهوری‌خواهان کنترل مجلس و سنا را از دست دادند، کنفرانس بنیاد هریتیج به ریاست نماینده تازیانه جمهوری‌خواه برگزار شد. روی بلانت(R-MO) تحت عنوان «راه جدید رو به جلو: تمرکز مجدد بر دستور کار محافظه کار» در ۹ نوامبر ۲۰۰۶ برای تجزیه و تحلیل «شکست‌ها» از نتایج انتخابات بلانت از این واقعیت ابراز تاسف کرد که جمهوری خواهان «به جای رقیب کسب و کار طبق معمول، مدافع شده‌اند».

بلانت سخنرانی خود را با ذکر توضیحاتی که اغلب دربارهٔ شکست حزبش مطرح شده بود، آغاز کرد که شامل این بود که نتایج تا حدی «رفراندومی در مورد جنگ در عراق» بود. او این تصور را رد کرد که هر دلیلی به تنهایی این شکست را توضیح می‌دهد و گفت: «نامزدهای مختلف به دلایل مختلف شکست خوردند.» او یک جنبه روشن در رویدادها می‌دید که می‌گفت
خبر خوب این است که حتی با وجود این کاستی‌ها، تعداد پایین تاییدیه ریاست جمهوری، و عدم اطمینان در مورد عراق، کاندیداهای ما دیدند، حتی با وجود همه این اتفاقات، ایده‌های آنها در روزهای پایانی مبارزات انتخاباتی شان جا افتاد. تغییر ۷۸۰۰۰ رای در کل کشور نتیجه را تغییر می‌داد. ایده‌های ما شکست نخورد. در واقع، ما انجام دادیم.
او نظام مشروطه را تحسین کرد وگفت این شکست ثابت می‌کند
که هیچ حزبی ادعای دائمی بر قدرت ندارد. این بدان معناست که هر جنبش سیاسی قابل دوام، مانند جنبش ما، هرگز نمی‌تواند راکد یا راضی شود. ما باید دائماً ایده‌های خود را تجدید کنیم، عملکرد خود را ارزیابی کنیم و در صورت لزوم اصلاحاتی انجام دهیم. این یک لحظه عالی برای انجام هر سه این کارها است. برای یک نسل، محافظه کاران ریگان به‌طور مداوم توانایی انجام این کار را نشان داده‌اند. این در هیچ‌کجا به اندازه پاسخ ما به تهدیدات تمامیت‌خواهی اسلامی و مبارزه با دشمنان تروریست ما مشهود نبوده‌است.
او گفت
در حالی که تهدیدات توتالیتاریسم اسلامی گاه تاکتیک‌های متفاوتی را می‌طلبد، ما با همان عزم و اراده به آن چالش‌ها نزدیک می‌شویم که به ما اجازه داد کمونیسم را شکست دهیم. من متقاعد شده‌ام که در این مبارزه نیز پیروز خواهیم شد زیرا مردم آمریکا نیاز به پیروزی را درک می‌کنند. ما باید به رهبری مبارزه باتمامیت خواهی اسلامی و حفظ اراده برای پیروزی در جنگ در عراق و افغانستان ادامه دهیم.[در مورد جنگ و مسائل داخلی] برنامه ما باید از اشتباهات چند سال گذشته جلوگیری کند… من مطمئن هستم که با موفقیت به جلو حرکت خواهیم کرد.

### توسعه استراتژی

#### پیش‌بینی‌های سنتوریون
در ژانویه۲۰۰۵،دانشگاه دفاع ملی از نرم‌افزار تحلیل پیش‌بینی «سنتوریون» خود در انتخابات عراق استفاده کرد تا مشخص کند کدام جناح از انتخابات حمایت می‌کند، کدام مخالف و کدام یک بی‌طرف می‌مانند. پیش‌بینی‌های سنتوریون تا حد زیادی با سیر واقعی رویدادها تأیید شد. از جمله،سنتوریون پیش‌بینی کرد که «افزایش قدرت نظامی ائتلاف در عراق نگرش سهامداران عراقی را نسبت به انتخابات با ایجاد احساس امنیت بیشتر بهبود می‌بخشد.» شبیه‌سازی‌ها نشان داد که افزایش ۵۰درصدی در نیرو بهینه است، اگرچه افزایش ۲۵درصدی برای جلب حمایت «عراقی‌های بی‌طرف» کافی بود. همچنین مشخص شد که باتوجه به تصورات عراقی‌ها، استفاده از نیروهای حافظ صلح سازمان ملل بجای نیروهای ایالات متحده یا نیروهای ائتلاف می‌تواند با افزایش نیروهای کمتر به همان نتایج برسد. این تحلیل‌ها «انجام شد و به تصمیم‌گیران ارشد دولت قبل از رویدادها اطلاع‌رسانی شد.»

#### گزارش گروه مطالعاتی عراق
در ۶ دسامبر۲۰۰۶ گروه مطالعات عراق گزارش خود را ارائه کرد که در آن رویکردهای خارجی و داخلی برای دستیابی به پیشرفت مثبت در عراق توصیه می‌شد. در میان دیگر رویکردها، این گزارش پیشنهاد می‌کند که «ایالات متحده باید تعداد پرسنل نظامی آمریکا، از جمله نیروهای رزمی، مستقر در واحدهای ارتش عراق و پشتیبانی از آنها را به میزان قابل توجهی افزایش دهد». با این حال، این زبان به‌طور خاص در هیچ‌یک از ۷۹ توصیه گزارش گنجانده نشده‌است. گزارش ISG به افزایش احتمالی ۱۰۰۰۰ تا ۲۰۰۰۰ سرباز برای آموزش اشاره کرد، اما فقط تا اوایل سال۲۰۰۸.جیمز بیکر، رئیس مشترک، گفت که از آنجایی که «رویدادها در عراق ممکن است از آنچه ما توصیه می‌کنیم فراتر رود.[اعضا] معتقدند که تصمیمات باید توسط رهبران ملی ما با اضطرار اتخاذ شود.» پس از دریافت این گزارش، بوش به گروه گفت: «ما هر پیشنهادی را جدی خواهیم گرفت و به موقع عمل خواهیم کرد.»
بعداً در همان روز، تونی اسنو، سخنگوی کاخ سفید به لری کینگ از سی‌ان‌ان گفت که بوش در حال مقایسه توصیه‌های گروه مطالعات عراق با مطالعات در حال انتظار رئیس ستاد مشترک ارتش و شورای امنیت ملی است. پس از پایان بررسی، اسنو معتقد بود که رئیس‌جمهور می‌تواند تا پایان سال «راه جدیدی را به جلو» در عراق اعلام کند.

#### وزارت امور خارجه
در ۱۱ دسامبر۲۰۰۶، بوش با مشاوران ارشد وزارت خارجه (از جمله کاندولیزا رایس، وزیر امور خارجه) «دربارهٔ چگونگی شکل‌دادن به سیاست ایالات متحده درعراق بعنوان بخشی از مأموریت بوش برای ارائه یک استراتژی جدید» ملاقات کرد. او مجدداً بر قصد خود برای ابلاغ این استراتژی به ملت قبل از کریسمس۲۰۰۶ تأکید کرد وگفت: "شکی نیست که ما باید مطمئن شویم که وزارت امور خارجه و وزارت دفاع تلاش‌ها و توصیه‌های آنها از نزدیک هماهنگ می‌شوند، تا زمانی که من با مردم آمریکا صحبت می‌کنم، آنها می‌دانند که من به تمام جنبه‌های حکومت گوش داده‌ام و راه پیش رو راهی برای دستیابی بهدف ما است: موفقیت در عراق.

#### کارشناسان
بعداً در ۱۱ دسامبر۲۰۰۶، بوش «با گروهی از کارشناسان عراقی، از جمله مورخان و ژنرال‌های سابق، در دفتر بیضی شکل ملاقات کرد.» واشینگتن پست گزارش داد که در میان هیئت کارشناسان، ژنرال‌های چهار ستاره بازنشسته بری مک کافری، وین ای. داونینگ و جان کین حضور داشتند. همراه با دانشگاهیان استفان بیدل و الیوت کوهن، که توصیه‌های گروه مطالعات عراق را بررسی کردند.پست در ادامه نوشت: «این گروه در مورد موضوع کلیدی که آیا نیروهای بیشتری به عراق اعزام کنند یا خیر، با ژنرال بازنشسته اختلاف نظر داشتند. جان ام. کین استدلال می‌کند که می‌توان از چند هزارسرباز اضافی برای بهبود امنیت در بغداد استفاده کرد، و دیگران در مورد آن پیشنهاد ابراز تردید کردند.» این گروه همچنین به بوش پیشنهاد کرد که پرسنل تیم امنیت ملی خود را تغییر دهد. یکی از اعضای پانل گزارش داد که «همه ما گفتیم که آنها شکست خورده‌اند، که شما به یک تیم جدید نیاز دارید.» رئیس‌جمهور از این هیئت تشکر کرد و به خبرنگاران گفت: «از توصیه‌هایی که از آن افراد در این زمینه گرفتم قدردانی می‌کنم. و این توصیه یکی از اجزای مهم ایجاد یک راه جدید به جلو در عراق است.»
کارشناسان ارشد ضد شورش سیا ارزیابی‌ای را انجام دادند که نشان داد حضور نیروهای آمریکایی کلید ثبات است. برت اچ. مک گورک افزود که «زمانی که ما حضور داریم، می‌توانیم به حل و فصل اختلافات محلی قبل از خارج شدن از کنترل، رفتار غیرقانونی پلیس توسط نیروهای عراقی کمک کنیم و در نهایت به عراقی‌ها کمک کنیم تا الگوهای تعامل خود را توسعه دهند.»

#### روسای مشترک

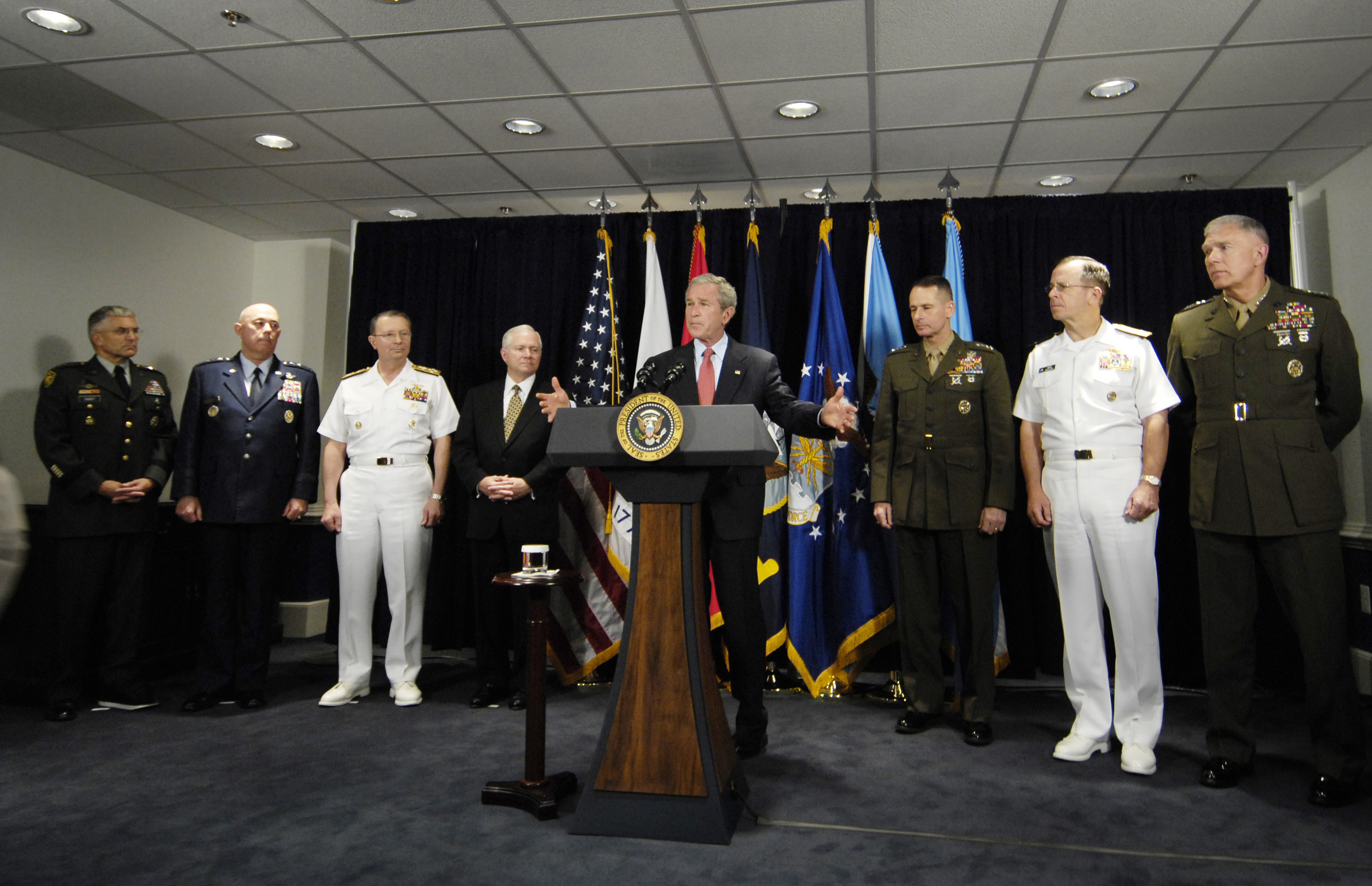
بوش پس از دیدار با رهبران ارشد نظامی ایالات متحده در پنتاگون، می۲۰۰۷، در مورد جنگ در عراق به خبرنگاران بیانیه ای می‌دهد.

در ۱۳ دسامبر۲۰۰۶ بوش و معاون رئیس‌جمهور دیک چنی با اعضای ستاد مشترک ارتش به مدت «بیش از یک ساعت» ملاقات کردند و در مورد گزینه‌های مختلف نظامی برای عراق بحث کردند. در حالی که «هیچ پیشنهاد دراماتیکی» ارائه نشد، «ارزیابی عملی از آنچه که ارتش می‌تواند و نمی‌تواند انجام دهد» ارائه شد.
آنها "از افزودن تعداد قابل توجهی نیرو به عراق موافق نبودند" اما "تقویت ارتش عراق را برای دستیابی به درجه ای از ثبات ضروری می‌دانستند." آنها برای "تلاش بیشتر ایالات متحده برای بازسازی اقتصادی و آشتی سیاسی" تحت فشار قرار گرفتند. آنها بر نیاز به "برنامه‌های استخدام، بازسازی و آشتی سیاسی[به عنوان] کلید بیرون کشیدن مردان جوان از شبه نظامیان در حال رشد" تأکید کردند. آنها گفتند "هیچ راه حل صرفا نظامی برای عراق وجود ندارد"و"بدون پیشرفت عمده در جبهه‌های سیاسی و اقتصادی، مداخله ایالات متحده صرفا خرید زمان است."آنها همچنین تأکید کردند که "هر راهبرد جدید نسبت به شرایط منطقه ای، به ویژه تاثیر تصمیمات سیاسی یا نظامی حساس باشد." آنها بیم دارند که حمایت بیش از حد از اکثریت شیعه ممکن است باعث شود کشورهای سنی در منطقه حمایت از شورشیان سنی را افزایش دهند و سرکوب بزرگ‌ترین شبه نظامی شیعه عراق، ارتش مهدی، ممکن است باعث دخالت بیشتر ایران شود.

##### طرح کیارلی
ژنرال جورج ویلیام کیسی جونیور، فرمانده ارشد ایالات متحده در عراق، گزارش شده‌است که در حال بررسی طرحی برای بازتعریف مأموریت نظامی آمریکا در آنجا بود: نیروهای آمریکایی از شهرهای عراق خارج و در تعدادی از پایگاه‌های آمریکایی مستقر خواهند شد. وظیفه رزمی امروز به ارتش عراق سپرده خواهد شد.» گفته می‌شود که او «هنوز در حال بررسی این است که آیا درخواست نیروهای بیشتر، احتمالاً بعنوان بخشی از یک مأموریت آموزشی گسترده برای کمک به تقویت ارتش عراق را دارد.» این گزینه‌ها توسط فرمانده زمینی مستعفی ایالات متحده، سپهبد پیتر دبلیو کیارلی، مطرح شد.. بر اساس طرح کیارلی «ارتش تقریباً نیمی از ۱۵تیپ رزمی خود را از نبرد با شورشیان و خشونت‌های فرقه‌ای دور کرده و تا بهار۲۰۰۷ به آموزش نیروهای امنیتی عراق می‌پردازد. حدود ۴۰۰۰نیروی آمریکایی اکنون در تیم‌های آموزشی نظامی ۱۱نفره که با نیروهای عراقی تعبیه شده‌اند، خدمت می‌کنند. طرح جدید ۳۰نیرو به هر تیم اضافه می‌کند و به آنها اجازه می‌دهد تا در سطح شرکت‌های ارتش عراق نظارت و راهنمایی کنند. هفت تا هشت تیپ باقی مانده از نیروهای رزمی ایالات متحده بر روی سه مأموریت اصلی تمرکز خواهند کرد: حمله به القاعده، تقویت امنیت در امتداد مرزهای عراق، و حفاظت از بزرگراه‌های اصلی و مسیرهای دیگر برای تضمین آزادی حرکت نیروهای آمریکایی در عراق این طرح اجازه هیچ گونه کاهش عمده نیروهای آمریکایی در عراق را در سال آینده نمی‌دهد و همچنین نیازی به افزایش نیروها نخواهد داشت. سخنگوی نظامی سرگرد ژنرال ویلیام کالدول گفت که «در شمال و غرب عراق، فرماندهان آمریکایی در حال حاضر نیروها را از مأموریت‌های جنگی خارج می‌کنند تا آنها را به عنوان مشاور در واحدهای سطح پایین ارتش عراق قرار دهند.»
روسای جمهور آمریکا "نگرانی خود را در مورد کاهش توانایی ارتش برای مقابله با سایر بحران‌ها در سراسر جهان بدلیل تعهد سنگین در عراق ابراز کردند. آنها به بوش گفتند که "خطر قابل توجهی برای آمادگی در صورت بروز یک وضعیت اضطراری جدید افزایش یافته‌است".
بوش پس از آن با خبرنگاران گفت: «ارتش ما به تنهایی نمی‌تواند این کار را انجام دهد. ارتش ما به یک استراتژی سیاسی مؤثر نیاز دارد.» «اگر ما اعصاب خود را از دست بدهیم، اگر در عزم خود برای کمک بموفقیت دولت عراق ثابت قدم نباشیم، عراق را به دشمنی خواهیم سپرد که به ما آسیب می‌رساند.» وقتی تحت فشار قرار گرفت که چه زمانی راه جدید خود را اعلام خواهد کرد، او گفت که در تصمیم‌گیری «عجله» نخواهد داشت و همچنان در حال بررسی گزینه‌ها است.

#### نظرات ۱۴ دسامبر
در ۱۴ دسامبر۲۰۰۶، هنگامی که خبرنگاران برای کسب اطلاع بیشتر در مورد تفکر خود در این مورد تحت فشار قرار گرفتند، بوش گفت: «من به توصیه‌های زیادی گوش می‌دهم تا یک استراتژی برای کمک به موفقیت شما ایجاد کنم، مشاوره‌های زیاد من برنامه‌های خود را پس از یک مشورت طولانی، پس از مشورت مداوم ارائه خواهم کرد. من در تصمیم‌گیری عجله نخواهم کرد.» او اظهار داشت که ایده‌های «جالب» شنیده‌است. او همچنین گفت که برخی «ایده‌هایی را شنیده‌است که منجر به شکست می‌شوند.[و] من آن ایده‌ها را رد می‌کنم. ایده‌هایی مانند ترک قبل از انجام کار. ایده‌هایی مانند کمک نکردن به دولت (عراق) اقدام‌های لازم و سخت را انجام دهد تا بتواند کار خود را انجام دهد.» او گفت که می‌خواهد رابرت گیتس، وزیر دفاع آینده، «زمانی برای ارزیابی وضعیت داشته باشد» و پیشنهادهای خود را ارائه دهد. در همان روز، جلال طالبانی، رئیس‌جمهور عراق، بیانیه‌ای کتبی صادر کرد و گفت که تضمین‌های بوش را دریافت کرده‌است که «او هیچ تصمیمی در مورد استراتژی جدید خود در عراق نخواهد گرفت که «بر خلاف منافع شما» باشد.[و تعهد او] برای همکاری باوزیر نوری المالکی از تلاش‌های خود برای اجرای طرح امنیتی بغداد است.. سی ان ان گزارش داد که «مقامات دولت می‌گویند بوش از برخی از اطلاعاتی که به دست آورده راضی نیست» و «از مردم می‌خواهد که اطلاعات بیشتری در مورد گزینه‌های مختلف در عراق به دست آورند.»
اگرچه در ابتدا برای اواخر سال۲۰۰۶ برنامه‌ریزی شده بود، اعلام «راه جدید رو به جلو» به تعویق افتاد تا به رئیس‌جمهور «زمان بیشتری» برای جمع‌آوری اطلاعات داده شود. تونی اسنو، سخنگوی مطبوعاتی، گفت که دولت امیدوار است که رئیس‌جمهور قبل از کریسمس سخنرانی کند، اگرچه او گفت که زمان‌بندی مشخص نشده‌است.

#### پشتیبانی از مؤسسه امریکن اینترپرایز افزایش یافت
این مطالعه افزایشی مؤسسه امریکن انترپرایز که به آن ارجاع داده شده‌است در فهرستی قرار گرفته‌است که در ۱۴ دسامبر ارسال شده‌است و نویسنده آن آن را «گزارش گروه مطالعاتی عراق واقعی» نامیده‌است. این پیش نویس در ۱۴ دسامبر توسط مؤسسه امریکن انترپرایز، فردریک کاگان، ژنرال جک کین و کنت پولاک ارائه شد. مؤسسه امریکن انترپرایز گزارش نهایی خود را در ۵ ژانویه۲۰۰۷ تحت عنوان "عراق: نقطه عطف (با گزارش‌های عراق از سناتورهای جان مک کین و جوزف لیبرمن)"در اختیار مطبوعات قرار داد. در شرح رویداد موارد زیر بیان شده‌است:
این مطالعه خواستار افزایش گسترده و پایدار نیروهای آمریکایی برای تأمین امنیت و حفاظت از مناطق حساس بغداد است. آقای کاگان این گزارش را با مشورت کارشناسان نظامی و منطقه ای، از جمله جنرال کین، فرمانده سابق ائتلاف افغانستان، سپهبد دیوید بارنو، و دیگر افسران دخیل در عملیات موفقیت‌آمیز هنگ سواره نظام زرهی سوم در تلعفر، هدایت کرد. نسخه موقت این گزارش در ۱۴ دسامبر ۲۰۰۶ منتشر شد. در این رویداد، آقای کاگان و ژنرال کین گزارش نهایی خود را ارائه خواهند کرد که نشان می‌دهد چگونه ایالات متحده می‌تواند در عراق پیروز شود و چرا پیروزی تنها نتیجه قابل قبول است.
اندرو راس از سانفرانسیسکو کرونیکل نیز استراتژی بوش را به این گزارش مؤسسه امریکن انترپرایز مرتبط کرد ونوشت: "علاوه بر تغییر گارد نظامی و پیشبرد گزینه "فشار"، استراتژی پرزیدنت بوش درعراق مستلزم پول بیشتر است. به گزارش وال استریت ژورنال، برای بازسازی، ایجاد شغل، و برای «احزاب سیاسی میانه رو عراق بعنوان ابزاری برای ایجاد یک ائتلاف سیاسی میانه رو برای حمایت از نوری المالکی، نخست وزیر». این رویکرد جامع‌تر که طبق گزارش‌ها با عنوان "راه جدید رو به جلو" خوانده می‌شود به طرق مختلف منعکس می‌شود.»

## ارائه

### انتظارات قبل از سخنرانی
انتظار می‌رفت که بوش افزایش نیروهایی را اعلام کند که برخی منابع می‌گویند می‌تواند تا ۲۰۰۰۰نیرو باشد. به گزارش رویترز، «در حالی که بوش قرار است بازنگری کامل سیاست خود در عراق، از جمله مولفه‌های اقتصادی و سیاسی را اعلام کند، احتمال افزایش نیروها بیشترین توجه را به خود جلب کرده‌است. با وجود اختلاف نظر در این موضوع، بوش در روزهای اخیر با بیان اینکه می‌خواهد به عراقی‌ها برای کنترل اوضاع امنیتی آنجا کمک کند، به ترجیح افزایش نیروها اشاره کرده‌است. بوش روز پنجشنبه در پاسخ به سؤالی دربارهٔ افزایش نیروها گفت: «چیز قطعی است، من می‌خواهم مطمئن شوم که مأموریت واضح و مشخص است و می‌توان آن را انجام داد». در واقع، افزایش پیشنهادی بوش ۲۱۰۰۰سرباز آمریکایی بود که ۴۰۰۰نفر از آنها تفنگداران دریایی متمرکز بر استان الانبار خواهند بود و بقیه در واحدهای عراقی برای تأمین امنیت بغداد مستقر خواهندشد.

#### مقدمات

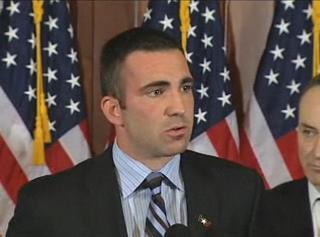
جان سولتز در کنفرانس مطبوعاتی حزب دموکرات صحبت می‌کرد.

درست قبل از تشکیل کنگره۱۱۰ در ۴ژانویه، برخی از دموکرات‌ها گفتند که قصد دارند با رابرت گیتس، وزیر دفاع، در مقابل کمیته نیروهای مسلح سنا تماس بگیرند تا «اگر نه تلاشی برای دفاع از برنامه رئیس‌جمهور توضیح دهد»
پیش از سخنرانی، سناتور آمریکایی جک رید (D-RI)، یکی از اعضای کمیته نیروهای مسلح، یک کنفرانس مطبوعاتی با ژنرال وسلی کلارک فرمانده عالی نیروهای متفقین سابق ناتو و جان سولتز، سناتور چاک شومر (D-NY)، سناتور برگزار کرد. پتی موری (D-WA) و با هم از بوش خواستند «به توصیه ژنرال‌های خود و مردم آمریکا گوش دهد و طرح جدیدی برای تغییر مسیر در عراق ارائه دهد.»

### اطلاعیه طرح

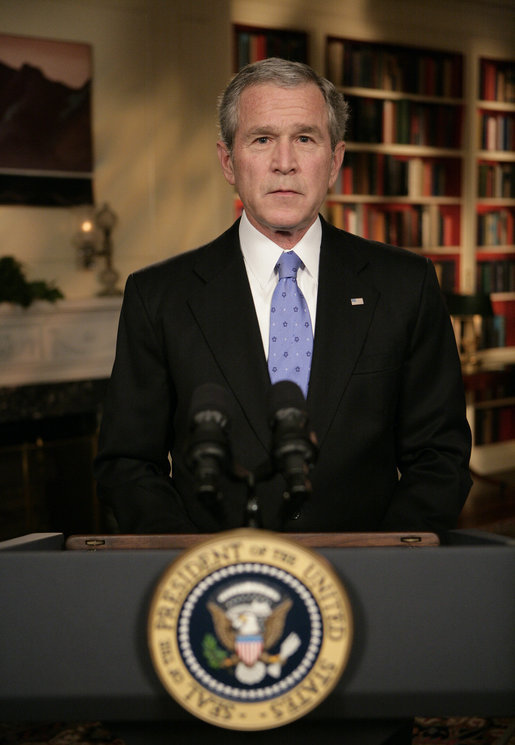
رئیس‌جمهور جورج دبلیو بوش استراتژی جدید عراق را از کتابخانه کاخ سفید در ۱۰ ژانویه۲۰۰۷ اعلام می‌کند.

بوش در یک سخنرانی تلویزیونی ملی در ۱۰ژانویه اظهار داشت: «آمریکا استراتژی خود را تغییر خواهد داد تا بعراقی‌ها کمک کند تا کارزار خود را برای سرکوب خشونت فرقه ای و ایجاد امنیت برای مردم بغداد انجام دهند. این امر مستلزم افزایش سطح نیروهای آمریکایی است؛ بنابراین من بیش از ۲۰۰۰۰نیروی اضافی آمریکایی را به عراق اعزام کرده‌ام. اکثریت قریب به اتفاق آنها پنج تیپ به بغداد اعزام خواهند شد.

### نشانی وضعیت اتحادیه در سال۲۰۰۷
قبل از سخنرانی وضعیت اتحادیه، بوش چندین سخنرانی تبلیغاتی در تلویزیون بی لو و تلویزیون سینکلر ایراد کرد و پیشنهاد کرد که «باید فرصت داده شود» و قانونگذاران منتقد را برای ارائه یک جایگزین به چالش کشید.
در شب سه‌شنبه، ۲۳ ژانویه، رئیس‌جمهور در مورد افزایش نیروها در عراق، هدف آن را از حمایت از حفظ کنترل دولت عراق بیان کرد:
به منظور پیشرفت به سوی این هدف، دولت عراق باید خشونت‌های فرقه ای را در پایتخت خود متوقف کند. اما عراقی‌ها هنوز آماده انجام این کار به تنهایی نیستند؛ بنابراین، ما بیش از ۲۰۰۰۰ سرباز و تفنگدار نیروی دریایی را به عراق اعزام می‌کنیم. اکثریت قریب به اتفاق به بغداد می‌روند، جایی که به نیروهای عراقی برای پاکسازی و ایمن‌سازی محله‌ها کمک می‌کنند و به عنوان مستشاران در واحدهای ارتش عراق خدمت می‌کنند. با رهبری عراقی‌ها، نیروهای ما با تعقیب تروریست‌ها، شورش‌ها و جوخه‌های مرگ سرگردان به امنیت شهر کمک خواهند کرد. و در استان الانبار، جایی که تروریست‌های القاعده جمع شده‌اند و نیروهای محلی تمایل خود را برای مبارزه با آنها نشان داده‌اند، ما ۴۰۰۰ تفنگدار نیروی دریایی ایالات متحده را با دستور برای یافتن تروریست‌ها و پاکسازی آنها می‌فرستیم. (تشویق حضار).

## واکنش
اصل بحثی که پس از سخنرانی انجام شد، منعکس کننده «اختلاف گسترده با دولت بوش در مورد راه حل پیشنهادی آن، و شک و تردید فزاینده مبنی بر اینکه ایالات متحده در وهله اول تصمیم درستی برای شروع جنگ گرفته‌است» را منعکس می‌کند. برخی از موضوعات مورد مناقشه، اختلاف نظر بر سر توصیه به ارتکاب نیروهای بیشتر در مقابل خروج کامل، «پیروزی» جنگ عراق بدون توجه به افزایش موج، و چارچوب بندی موضوع بود.

### حامیان
نیویورک تایمز گزارش داد که میت رامنی فرماندار سابق ماساچوست و رودلف جولیانی شهردار سابق نیویورک از بوش در مورد افزایش نیروها حمایت کردند. مک کین همین کار را کرد و در۱۲ژانویه گفت که «حضور نیروهای ائتلاف اضافی بدولت عراق اجازه می‌دهد کاری را انجام دهد که امروز نمی‌تواند بتنهایی انجام دهد: حاکمیت خود را در سراسر کشور تحمیل کند.»

### مخالفان
بلافاصله پس از سخنرانی بوش در ۱۰ژانویه که این طرح را اعلام کرد، سیاستمداران دموکرات از جمله تد کندی، هری رید و دنیس کوچینیچ از کنگره خواستند تا این افزایش را رد کند.سناتور دیک دوربین پاسخ دموکرات‌ها را صادر کرد که در آن از عراقی‌ها می‌خواست «شبه‌جایی‌ها و جوخه‌های مرگ را منحل کنند». در ۱۸ژانویه، خبرگزاری شین هوا گزارش داد که «امید داران سفیدپوست» سنس. هیلاری کلینتون.،باراک اوباما، کریستوفر داد، جو بایدن، و سم براونبک همگی نارضایتی خود را در ۱۳ ژانویه از روند رویدادها ابراز کردند.
در ۱۷ ژانویه، سم براونبکمووآن‌دات‌ارگ تبلیغی را منتشر کرد که استراتژی افزایش را به عنوان "ایده مک کین " معرفی کرد. نیویورک تایمز گزارش داد که جان ادواردز، نامزد ریاست جمهوری "از پیشنهاد دولت به عنوان "دکترین مک کین" یاد کرده.
در ۱۸ژانویه،لس آنجلس تایمز نظرسنجی بلومبرگ را منتشر کرد که بر اساس آن ۶۰درصد از شرکت کنندگان در نظرسنجی با افزایش نیروها مخالف بودند، ۵۱درصد از کنگره خواستار جلوگیری از اعزام سربازان بیشتر توسط بوش بودند و ۶۵درصد با مدیریت رئیس‌جمهور در جنگ مخالف بودند. در همین حال، یک نظرسنجی فاکس نیوز گزارش داد که ۵۹درصد به ۳۶ پدرصد، آمریکایی‌ها با اعزام نیروهای آمریکایی بیشتر به عراق مخالف بودند.

#### کنگره
در ۱۶ ژانویه، چاک هیگل جمهوری‌خواه، جو بایدن، دموکرات دلاور (رئیس کمیته روابط خارجی سنا)، و کارل لوین دموکرات میشیگان (رئیس کمیته نیروهای مسلح) از قطعنامه‌ای غیرالزام‌آور حمایت کردند که می‌گفت این "به نفع منافع ملی نیست
نانسی پلوسی، رئیس مجلس نمایندگان آمریکا گفت که دموکرات‌ها در اتاق او از قطعنامه غیرالزام‌آوری حمایت خواهند کرد که «اعلام می‌کند که تصمیم پرزیدنت بوش برای اعزام نیروهای اضافی به عراق «در راستای منافع ملی ایالات متحده نیست».واشینگتن تایمز گزارش داد که پلوسی «از قبل از اینکه بوش هفته گذشته آن را رونمایی کند،» بی‌اعتنایی خود را به پیشنهاد «افزایش» آشکار کرده‌است، اما آخرین اظهارات او «نشان داد که می‌خواهد مجلس نمایندگان آن را تأیید کند.»
پس از سه روز بحث، در ۱۶ فوریه۲۰۰۷ مجلس نمایندگان قطعنامه همزمان مجلس (HCR) 246 رای در مقابل ۱۸۲ رای قطعنامه ۶۳را تصویب کرد. در این قطعنامه آمده بود:
1. کنگره و مردم آمریکا به حمایت و محافظت از اعضای نیروهای مسلح ایالات متحده که در حال خدمت هستند یا شجاعانه و افتخارآمیز در عراق خدمت کرده‌اند، ادامه خواهند داد. و
2. کنگره با تصمیم رئیس‌جمهور جورج دبلیو بوش که در ۱۰ ژانویه۲۰۰۷ اعلام کرد، مبنی بر استقرار بیش از ۲۰۰۰۰ نیروی نظامی اضافی ایالات متحده در عراق را تأیید نمی‌کند.[۴۵]

پس از تصویب در مجلس، هری رید، رهبر اکثریت سنا (D-NV) یک جلسه غیرعادی شنبه مجلس سنا را در ۱۷ فوریه۲۰۰۷ تشکیل داد تا یک قطعنامه مشابه را بررسی کند. با این حال، این اقدام زمانی مطرح شد که یک طرح اختلاس با رای ۵۶ به ۳۴ شکست خورد (چهار رای کمتر از ۶۰ رای لازم برای پایان دادن به بحث).
اگرچه هیلاری کلینتون، سناتور آن زمان، با این افزایش مخالفت کرد، اما بعداً ظاهراً در خلوت گفت که مخالفت او با این افزایش به دلایل سیاسی داخلی بوده‌است.

## پیاده‌سازی

### تغییرات پرسنلی
- جان نگروپونته مدیر اطلاعات ملی آمریکا استعفا داد و معاون وزیر امور خارجه شد.[۴۸] دریاسالار بازنشسته جان ام. مک کانل جای او را گرفت.
- فرمانده ستاد فرماندهی مرکزی ایالات متحده آمریکا - دریاسالار نیروی دریایی ویلیام جی فالون جایگزین ژنرال جان ابیزید به عنوان فرمانده ستاد فرماندهی مرکزی ایالات متحده آمریکا شد.
- فرمانده نیروهای چند ملیتی عراق- ژنرال دیوید پترائوس کارشناس ضد شورش جایگزین ژنرال جورج کیسی به عنوان فرمانده نیروهای چند ملیتی عراق شد.
- سفیر آمریکا در عراق و سفیر آمریکا در سازمان ملل- بوش از انتصاب دیپلمات آمریکایی رایان سی کراکر به عنوان سفیر جدید در عراق خبر داد. زلمی خلیل زاد، سفیر وقت آمریکا در عراق، به جای الخاندرو دانیل وولف به عنوان سفیر ایالات متحده در سازمان ملل معرفی شد. خلیل زاد توسط مجلس سنا تأیید شد، او اولین مسلمانی بود که در این سمت خدمت کرد و او بالاترین مقام مسلمان آمریکایی در دولت ایالات متحده بود.[۴۹]
- مشاور کاخ سفید - هریت میرز استعفا داد.[۵۰] فرد فیلدینگ جایگزین او شد.

### واحدها مستقر شدند
شش تیپ ارتش ایالات متحده به عنوان بخشی از این افزایش، متعهد به عراق بودند
1. تیپ ۲، لشکر ۸۲ هوابرد (پیاده): ۳۴۴۷ نیرو. اعزام به بغداد، ژانویه۲۰۰۷
2. تیپ ۴، لشکر ۱ پیاده‌نظام (پیاده): ۳۴۴۷ نیرو. اعزام به بغداد، فوریه۲۰۰۷
3. تیپ ۳، لشکر ۳ پیاده (سنگین): ۳۷۸۴ نیرو. مستقر در کمربندهای جنوب بغداد، مارس۲۰۰۷
4. تیپ ۴، لشکر ۲ پیاده (استرایکر): ۳۹۲۱ نیرو. در آوریل۲۰۰۷ در استان دیالی مستقر شد
5. تیپ ۲، لشکر ۳ پیاده (سنگین): ۳۷۸۴ نیرو. در مه۲۰۰۷ در جنوب شرقی بغداد مستقر شد
6. تیپ ۱، لشکر ۱۰ کوهستانی (سبک)، سپتامبر۲۰۰۷ مستقر در کرکوک

بدین ترتیب تعداد تیپ‌های آمریکایی در عراق از ۱۵ به ۲۰ تیپ رسید. علاوه بر این، ۴۰۰۰ تفنگدار دریایی در الانبار دوره ۷ماهه خود را تمدید کردند. اینها شامل تفنگداران دریایی از یگان اعزامی ۱۵ تفنگداران دریایی، یگان اعزامی تفنگداران دریایی ۳۱، تفنگداران دریایی گردان ۲، تفنگداران دریایی گردان ۱، تفنگداران دریایی ۶ ام گردان و گردان ۳، تفنگداران دریایی ۴ بودند. بیشتر ۱۵۰۰۰۰ پرسنل ارتش دوره‌های ۱۲ماهه خود را نیز تمدید کردند. تا جولای۲۰۰۷، درصد ارتش بسیج شده مستقر در عراق و افغانستان تقریباً ۳۰درصد بود. درصد نیروی تفنگداران دریایی بسیج شده در عراق و افغانستان ۱۳٫۵درصد بود.

### عملیات
این طرح با یک عملیات بزرگ برای تأمین امنیت بغداد، با نام رمز عملیات فرد القانون (قانون تحمیل عملیات) آغاز شد که در فوریه۲۰۰۷ آغاز شد. با این حال، تنها در اواسط ژوئن۲۰۰۷، با استقرار کامل ۲۸۰۰۰ نیروی اضافی ایالات متحده، تلاش‌های عمده ضد شورش به‌طور کامل آغاز شد. عملیات رعد فانتوم در ۱۶ ژوئن در سراسر عراق با تعدادی از عملیات‌های تابعه با هدف قرار دادن شورشیان در استان‌های دیالی و الانبار و کمربندهای جنوبی بغداد آغاز شد. نیروهای افزایشی اضافی همچنین در عملیات حمله فانتوم و عملیات فانتوم ققنوس، که به نام سپاه «فانتوم» که واحد اصلی ایالات متحده در عراق در طول سال۲۰۰۷ بود، شرکت کردند.

### استراتژی ضد شورش

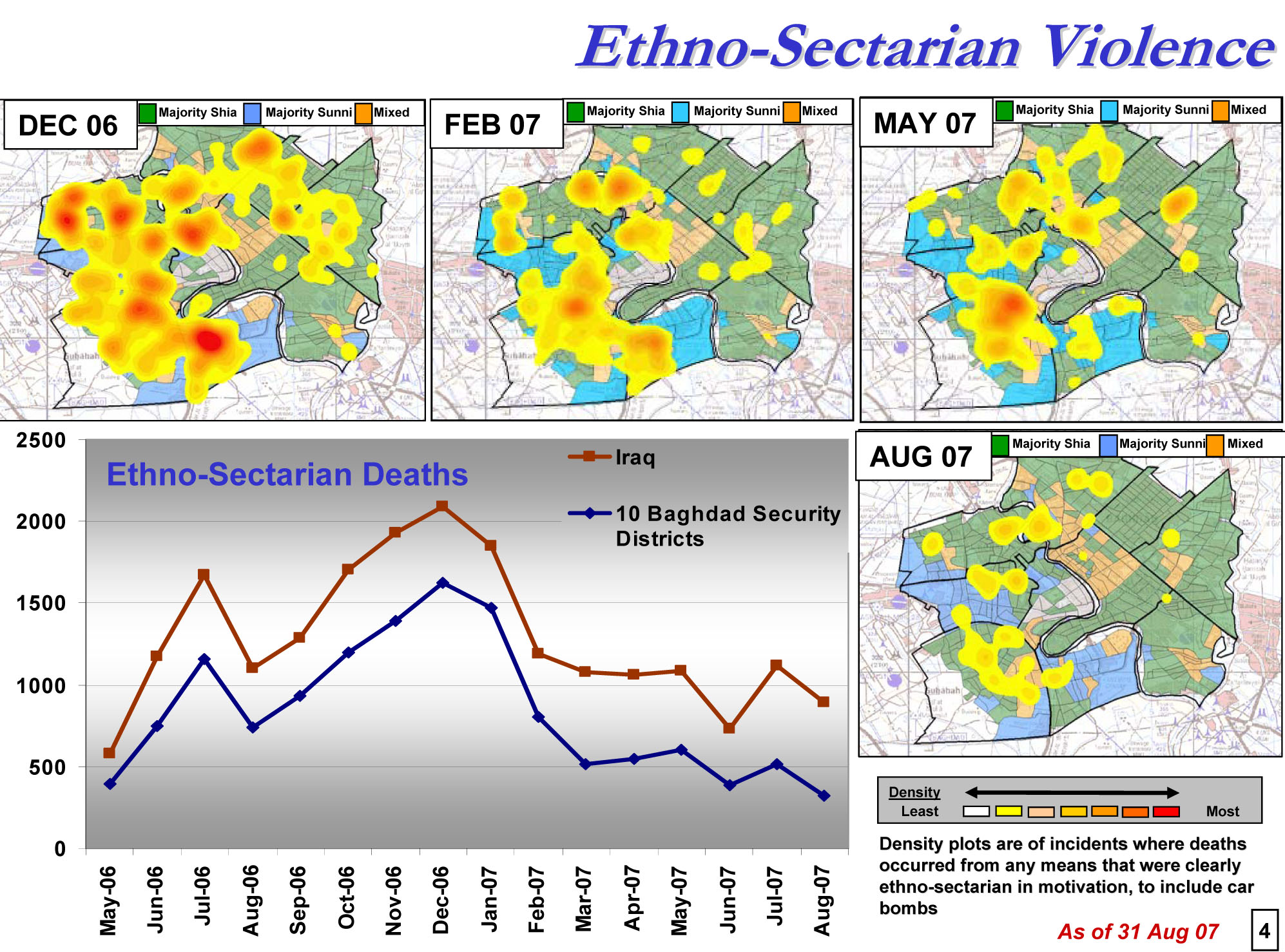
موفقیت استراتژی ضد شورش در کاهش خشونت قومی فرقه ای اندازه‌گیری شد.

استراتژی ضد شورش در عراق تحت فرماندهی ژنرال پترائوس از زمان آغاز افزایش نیروها در سال۲۰۰۷ به‌طور قابل توجهی تغییر کرد. رویکرد جدیدتر تلاش برای به دست آوردن قلب و ذهن مردم عراق از طریق ایجاد روابط، جلوگیری از تلفات غیرنظامیان و سازش با برخی از دشمنان سابق و حتی استخدام آنها بود. استراتژی جدید جمعیت محور بود، زیرا به جای کشتن شورشیان، بر حفاظت از جمعیت متمرکز بود. در اجرای این استراتژی، پترائوس از تجربیات بدست آمده در زمان فرماندهی لشکر ۱۰۱ هوابرد در موصل در سال۲۰۰۳ استفاده کرد. او همچنین این ایده‌ها را به‌طور گسترده در کتابچه راهنمای میدانی ۳–۲۴: ضد شورش توضیح داد، که در نوشتن آن در زمان خدمت به عنوان فرمانده ژنرال فورت لیونورث، کانزاس، و مرکز تسلیحات ترکیبی ارتش ایالات متحده (CAC) در آنجا کمک کرد.
استراتژی ضدشورش به جای اینکه هر عراقی را یک دشمن بالقوه ببیند، بر ایجاد روابط و همکاری عراقی‌ها علیه القاعده و بحداقل رساندن تعداد دشمنان برای نیروهای ایالات متحده متمرکز شد. اعتقاد بر این بود که حفظ حضور طولانی مدت نیروها در یک جامعه امنیت را بهبود می‌بخشد و به ایجاد روابط و اعتماد بین مردم محلی و ارتش ایالات متحده اجازه می‌دهد. تلفات غیرنظامیان با استفاده دقیق اندازه‌گیری شده از زور بحداقل می‌رسد. این بمعنای بمباران کمتر است، و سربازان بیشتری از خویشتنداری استفاده می‌کنند و حتی گاهی اوقات خطر بیشتری را در این فرایند می‌بینند.
روش دیگر برای جلب همکاری، پرداخت پول به افراد محلی، از جمله شورشیان سابق، برای کار به عنوان نیروهای امنیتی محلی است. شورشیان سنی سابق توسط ارتش آمریکا استخدام شده‌اند تا همکاری با القاعده را متوقف کنند و علیه آنها شروع به جنگ نکنند.
برای اجرای این استراتژی، نیروها در منطقه بغداد متمرکز شدند (در آن زمان، بغداد ۵۰درصد از خشونت‌ها در عراق را تشکیل می‌داد). در حالی که در گذشته، نیروهای ائتلاف با زندگی در پایگاه‌های عملیاتی بزرگ به دور از مراکز جمعیتی، خود را از عراقی‌ها منزوی می‌کردند، نیروها در طول موج در میان عراقی‌ها زندگی می‌کردند و از ایستگاه‌های امنیتی مشترک (JSS) واقع در خود بغداد و مشترک با عراقی‌ها زندگی می‌کردند. نیروهای امنیتی عراق واحدهای ائتلاف به‌طور دائم به یک منطقه معین اختصاص داده شدند تا بتوانند روابط بلندمدت با جمعیت محلی و نیروهای امنیتی عراق برقرار کنند.
با این حال، مخالفان اشغال مانند سرهنگ ارتش ایالات متحده. دیوید اچ. هاکورت، وقتی از او پرسیده شد که آیا فکر می‌کند سربازان بریتانیایی در ملت‌سازی بهتر از آمریکایی‌ها هستند، گفت: «آن‌ها در صف‌بندی مردم محلی برای انجام کارهایی مانند راه‌اندازی فاضلاب و روشن کردن برق خیلی بهتر از ما بودند. ما سنگدل هستیم و در عراق مردم و فرهنگ را درک نمی‌کنیم؛ بنابراین ما بلافاصله مردم محلی را در فعالیت‌های پلیسی و نظامی به کار نگرفتیم تا آنها را به ساختن و تثبیت کشورشان وادار کنیم.»
مایکل ور، خبرنگار جنگ سی ان ان، که قبل از حمله آمریکا در سال۲۰۰۳ از عراق گزارش داده‌است، دیدگاه ضعیف مشابهی نسبت به اشغالگری داشت و می‌گفت: «واکنش‌های بسیار متفاوتی در عراق بحضور طولانی‌مدت نیروها وجود خواهد داشت»."نقطه چیست و آیا ارزش آن را دارد؟" آقای مایکل ور مدعی شد که اشغال می‌تواند "خشم بیشتر [نسبت به ایالات متحده] را تشدید کند."

## نتایج

### وضعیت امنیتی
در چند ماه اول افزایش، خشونت افزایش یافت. با این حال، تا پاییز۲۰۰۷، وضعیت امنیتی به‌طور قابل توجهی بهبود یافته بود. تلفات ارتش آمریکا از اوج ۱۲۶نفر در می۲۰۰۷ به۲۳نفر در دسامبر کاهش یافت و در دوره پس از افزایش (ژوئن۲۰۰۸ تا ژوئن۲۰۱۱)، میانگین ماهانه کمتر از ۱۱ بود. در ماه مه۲۰۰۷، بیش از ۱۷۰۰غیرنظامی عراقی کشته شدند، در حالی که این رقم در ماه دسامبر تقریباً ۵۰۰نفر بود. میانگین از ژوئن ۲۰۰۸ تا ژوئن۲۰۱۱ تقریباً ۲۰۰ بود.
در ۱۰ سپتامبر۲۰۰۷،دیوید پترائوس بخشی از گزارش خود را در مورد وضعیت عراق به کنگره ارائه کرد. او به این نتیجه رسید که «اهداف نظامی این افزایش تا حد زیادی در حال تحقق است.» او به کاهش مداوم اخیر در حوادث امنیتی اشاره کرد که او آن را به ضربات اخیر وارد شده به القاعده در عراق در طول موج افزایش داد. وی افزود: «ما همچنین افراط‌گرایان شبه‌نظامی شیعه را مختل کرده‌ایم. او استدلال کرد که عملیات ائتلاف و عراق بشدت خشونت‌های قومی فرقه ای را در کشور کاهش داده‌است، اگرچه او اظهار داشت که دستاوردها کاملاً یکسان نبوده‌است. او عقب‌نشینی تدریجی نیروهای آمریکایی در عراق را با هدف رسیدن به سطوح پیش از افزایش نیرو تا ژوئیه۲۰۰۸ توصیه کرد و اظهار داشت که عقب‌نشینی‌های بیشتر «بی موقع» خواهد بود.
در حالی که پترائوس این افزایش را عامل کاهش خشونت می‌دانست، این کاهش نیز از نزدیک با دستور آتش‌بس مقتدی صدر، رهبر سیاسی عراق در ۲۹ اوت۲۰۰۷ مطابقت داشت. پس از کشته شدن بیش از ۵۰زائر مسلمان شیعه در جریان نبرد روز قبل در کربلا، دستور الصدر مبنی بر کناره‌گیری شش‌ماهه از قدرت، بین وفاداران وی توزیع شد.
مایکل ای اوهانلون و جیسون اچ کمپبل از موسسه بروکینگز در ۲۲ دسامبر۲۰۰۷ اظهار داشت که محیط امنیتی عراق از اوایل سال۲۰۰۴ به بهترین سطح خود رسیده و استراتژی پتراوس را برای بهبود اعتبار داده‌است. سی‌ان‌ان در همان ماه اعلام کرد که میزان مرگ و میر ماهانه نیروهای ایالات متحده درعراق به دومین نقطه پایین خود در طول جنگ رسیده‌است. نمایندگان نظامی کاهش موفق تلفات را به افزایش نیروها نسبت دادند. همزمان وزارت کشور عراق از کاهش مشابه مرگ غیرنظامیان خبر داد.

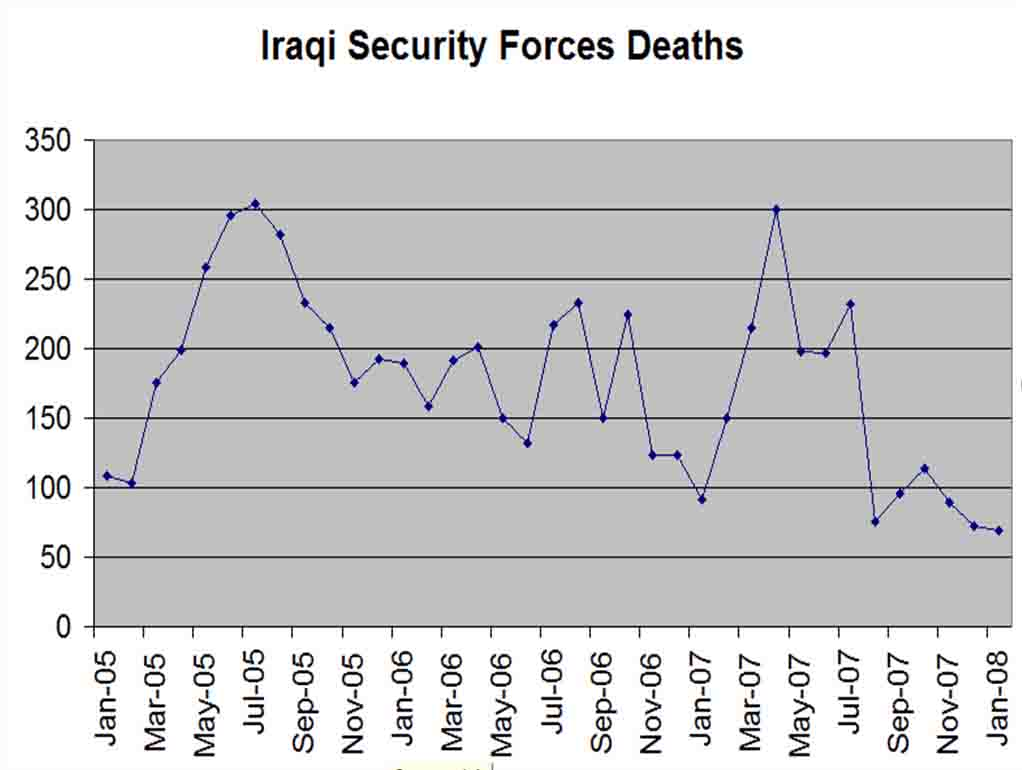
کشته شدن نیروهای امنیتی عراق

با این حال، در ۶ سپتامبر۲۰۰۷، گزارشی توسط یک کمیسیون نظامی مستقل به ریاست ژنرال جیمز جونز نشان داد که کاهش خشونت ممکن است به دلیل تسخیر مناطق تحت تسلط شیعه یا سنی باشد. علاوه بر این، در آگوست۲۰۰۷، سازمان بین‌المللی مهاجرت و سازمان هلال احمر عراق نشان دادند که عراقی‌های بیشتری از زمان افزایش نیرو فرار کرده‌اند.
در ۱۶ فوریه ۲۰۰۸، عبدالقادر جاسم محمد، وزیر دفاع عراق به خبرنگاران گفت که این افزایش «بسیار خوب کار می‌کند» و عراق نیاز «فوری» به نیروها برای حفظ امنیت مرزهای عراق دارد. او گفت که «نتایج سال۲۰۰۷ ثابت می‌کند که بغداد اکنون خوب است».
در ژوئن ۲۰۰۸،وزارت دفاع ایالات متحده گزارش داد که «روندهای امنیتی، سیاسی و اقتصادی در عراق همچنان مثبت است؛ با این حال، آنها شکننده، قابل برگشت و ناهموار هستند.»

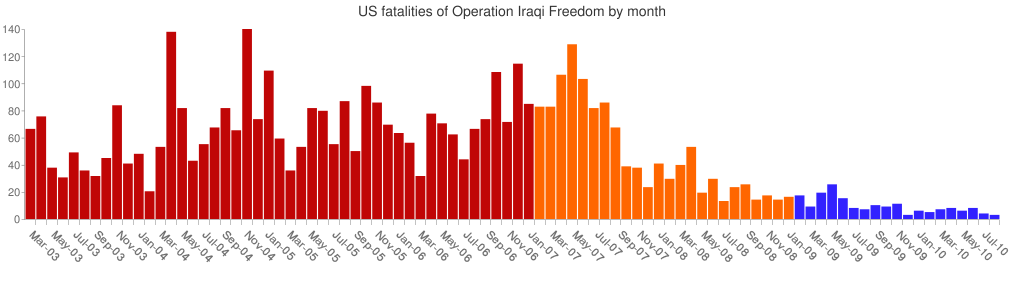
تلفات نیروهای آمریکایی در عراق بر اساس ماه، ماه‌های نارنجی و آبی پس از افزایش نیروهاست.

در ماه جولای ۲۰۰۸، نیروهای آمریکایی تنها ۱۳ سرباز را از دست دادند که کمترین تعداد تلفات نیروهای آمریکایی در یک ماه از زمان تهاجم به عراق در سال ۲۰۰۳ است. همچنین، گزارش سفارت ایالات متحده در بغداد، که در ماه مه۲۰۰۸ به کنگره ارائه شد، و در ۱ ژوئیه منتشر شد، بیان کرد که دولت عراق ۱۵معیار از ۱۸ معیار سیاسی تعیین شده برای آنها را برآورده کرده‌است.

### نظام سیاسی و اقتصاد
ایالات متحده دفتر دیوان محاسبات آمریکا در ۲ سپتامبر۲۰۰۷ گزارش داد که دولت عراق تنها به سه معیار از هجده معیار ایجاد شده توسط کنگره ایالات متحده در ژانویه ۲۰۰۶ را دست یافته‌است. گزارش دو مرکز دیگر از سنجش پیشرفت در عراق، یک تخمین اطلاعاتی ملی و ارزیابی کمیسیون مستقل ژنرال بازنشسته جیمز ال جونز برای کنگره در پاییز۲۰۰۷ منتشر شد. یواس‌ای تودی یافته‌ها را مقایسه کرد. نیویورک تایمز همچنین این کار را کرد. دیوان محاسبات (آمریکا) اظهار داشت که دولت عراق از ۳۰ اوت۲۰۰۷ ۱۱مورد از ۱۸معیار را رعایت نکرد. در ۱۴ سپتامبر کاخ سفید نظرسنجی پیشرفت «رضایت بخش» را در ۹مورد از ۱۸معیار گزارش کرد.
لیونل بینر بایگانی‌شده  در ۲۱ فوریه ۲۰۰۸ توسط Wayback Machine شورای روابط خارجی غیرحزبی این معیارها را «مبهم» خوانده‌است، زیرا معیارهای اندازه‌گیری آنها نادقیق است. نیویورک تایمز در ۱۳ مه اظهار داشت که «به نظر می‌رسد هیچ‌کس در واشینگتن در مورد معنای واقعی پیشرفت یا اینکه دقیقاً چگونه می‌تواند اندازه‌گیری شود» توافق ندارد. ژنرال دیوید پترائوس، فرمانده نیروهای چندملیتی در عراق، اعلام کرده‌است که توصیه‌های او در مورد قدرت نیروها به توانایی دولت عراق برای برآورده کردن معیارها بستگی ندارد.
در ۲ دسامبر۲۰۰۷،جبهه توافق عراق عرب سنی خواستار پایان تحریم پارلمان عراق شد. در ۲۰ ژانویه۲۰۰۸، پارلمان عراق قانونی را تصویب کرد که به اعضای حزب بعث اجازه می‌دهد به زندگی عمومی بازگردند، و این معیار اصلی کنگره ایالات متحده برای موفقیت دولت عراق بود. در آن ماه، صندوق بین‌المللی پول (IMF) اعلام کرد که اقتصاد عراق به میزان قابل توجهی نسبت به پایین‌ترین سطح سال قبل رشد خواهد کرد. محسن خان، مدیر صندوق بین‌المللی پول در امور خاورمیانه، گفت که پیش‌بینی می‌شود تولید نفت عراق ۲۰۰٬۰۰۰ بشکه در روز (۳۲٬۰۰۰ متر مکعب در روز) تا ۲٫۲ میلیون بشکه در روز (۳۵۰٬۰۰۰ متر مکعب در روز) در سال ۲۰۰۸ برسد. همچنین صندوق بین‌المللی پول گزارش داد که انتظار می‌رود رشد تولید ناخالص داخلی عراق به‌طور قابل‌توجهی به بیش از ۷درصد از ۱٫۳ درصد در سال۲۰۰۷ در سال‌های۲۰۰۸ و۲۰۰۹ افزایش یابد.
در ۲۲ دسامبر۲۰۰۷، مایکل ای. اوهانلون و جیسون اچ. کمپبل از مؤسسه بروکینگز اقتصاد و نظام سیاسی عراق را «تنها به میزان اندکی بهتر از یک سال پیش» توصیف کردند. فرستاده عراق به عراق از گفتگوی میان جوامع سنی و شیعه گزارش داد و از کار دولت در اواخر سال۲۰۰۷ تمجید کرد. فرستاده، استفان دی میستورا، گفت که با وجود تردیدهای جدی قبلی، تصویر مثبتی از پیشرفت در عراق در گزارشی به شورای امنیت سازمان ملل ارائه خواهد کرد. او گفت: «در آغاز [۲۰۰۷]... ما واقعاً نگران عدم پیشرفت در گفتگوی ملی بودیم، امروز که اساساً تغییر کرده‌است. این نظر ما را از نگرانی یا بدبین بودن تغییر داده‌است." او گفت که گزارش سازمان ملل متحد، دولت عراق را به خاطر کارش در ایجاد آشتی "تمجید" می‌کند.
در ژانویه ۲۰۰۸، مایکل ای. اوهانلون، عضو شورای روابط خارجی اظهار داشت که «به‌طور کلی، نظام سیاسی عراق احتمالاً شایستگی درجه تقریباً C را برای عملکرد خود در ۱۲ ماه گذشته دارد.» وی همچنین اظهار داشت که «سرعت پیشرفت در نهایت در حال افزایش است.»
در ۱۳ فوریه۲۰۰۸، پارلمان عراق سه قانون را تصویب کرد که مورد بحث قرار گرفتند. این سه اقدام عبارت بودند از قانون عفو، قانونی که محدوده اختیارات استانی را مشخص می‌کند و بودجه سال۲۰۰۸ قانون عفو یکی از معیارهایی بود که بوش تعیین کرد. قانون اختیارات استانی شامل مقرراتی برای انتخابات استانی است که معیار کلیدی دیگری است. و بودجه باید راه را برای ایجاد ۷۰۰٬۰۰۰شغل جدید برای عراقی‌ها هموار کند.
یو اس ای تودی در ۱۷ فوریه۲۰۰۸ اعلام کرد که رایان کراکر سفیر ایالات متحده در عراق «ممکن است بسختی استدلال کند که عراقی‌ها معیارهای سیاسی مورد نظر کنگره را برآورده کرده‌اند» وپیشرفت سیاسی را با پیشرفت نظامی اخیر مقایسه کرد.

### تفسیر نتایج
اینکه آیا این افزایش منجر به بهبود امنیت عراق شده‌است یا عوامل دیگری باعث آن شده‌است، توسط برخی مورد مناقشه است. نوح فلدمن، عضو شورای روابط خارجی، خاطرنشان کرده‌است:
این سوالات را می‌توان با کمی دقت بیان کرد. آنها با این موضوع شروع می‌کنند که چگونه کاهش نسبی خشونت را از زمانی که افزایش نیروهای ایالات متحده تقریباً یک سال پیش آغاز شد، تفسیر کرد. آیا این کاهش نشان می‌دهد که نیروهای بیشتری در زمین برای اعمال کنترل مؤثر بر قلمرو و متقاعد کردن شورشیان به عقب‌نشینی لازم بود؟ یا کاهش خشونت در عوض نشانه آن است که چشم‌انداز خروج قریب‌الوقوع ایالات متحده، عراقی‌ها را برای دامن زدن به جنگ داخلی که ایالات متحده آنها را از شر آن نجات نخواهد داد، مرددتر کرده‌است؟ پاسخ هرچه که باشد، عواقب عملی بسیار زیاد است: یا سطح نیروها را نسبتاً ثابت نگه می‌داریم، در حالی که ثبات فزاینده را تثبیت می‌کنیم، به آرامی کاهش می‌دهیم، یا عقب‌نشینی را تسریع می‌کنیم تا بر جدیت خود در مورد خروج تأکید کنیم.

#### پشتیبانی
سرویس‌های خبری مستقل اعلام کرده‌اند که عقل مرسوم در رسانه‌های ایالات متحده این است که این «کارآمد» است. بسیاری از رهبران سیاسی دموکرات نیز همین را تصدیق کرده‌اند.
در ژوئن ۲۰۰۸، خبرنگاران در نسخه آخر با ولف بلیتزر اظهار داشتند که «تعداد کمی در مورد موفقیت به اصطلاح موج در عراق بحث می‌کنند». تایم اعلام کرده‌است که «سرجه یک موفقیت شکننده و محدود است، عملیاتی که به ثبات پایتخت و اطراف آن کمک کرده‌است.» نیویورک تایمز بیان کرده‌است که «این افزایش، به وضوح، حداقل در حال حاضر مؤثر بوده‌است….نتیجه ای که اکنون در خیابان‌ها قابل مشاهده است، آرامشی است که از زمان تهاجم آمریکا تاکنون دیده نشده‌است.»
پیتر منصور، افسر اجرایی ژنرال پترائوس و نویسنده کتاب بغداد در طلوع آفتاب: جنگ یک فرمانده تیپ در عراق، در مقاله ای در اوت ۲۰۰۸ در واشینگتن پست اظهار داشت که "جنگ عراق تمام نشده‌است، اما تلاش جنگی ما ادامه دارد. پایه محکم تر.. این موج فضا و زمان را برای رقابت بر سر قدرت و منابع در عراق ایجاد کرده‌است تا در عرصه سیاسی با کلمات به جای بمب اجرا شود.» مایکل یون، وبلاگ نویس و گزارشگر مستقل، که سال‌ها در عراق حضور داشته، استراتژی افزایش را قبل از رسمی شدن پیشنهاد کرده بود. یون در کتاب خود،لحظه حقیقت در عراق، استدلال کرد که پترائوس شکست را به پیروزی در عراق تبدیل کرده‌است و این موج موفقیت‌آمیز بوده‌است. در ژوئیه ۲۰۰۸، یون در سرمقاله نیویورک دیلی نیوز اظهار داشت که «جنگ در عراق به پایان رسیده‌است… مردم عراق پیروز شدند.»
مورخ لری شویکارت در کتاب خود به نام پیروزی‌های آمریکا: چرا ایالات متحده در جنگ‌ها پیروز می‌شود استدلال کرد که موفقیت این افزایش تا حدی ناشی از تلفات باورنکردنی است که ارتش ایالات متحده به القاعده در عراق و به «شورشیان» از سال ۲۰۰۳ تا ۲۰۰۶ وارد کرد- - حدود ۴۰۰۰۰ کشته، حدود ۲۰۰۰۰۰ زخمی، ۲۰۰۰۰ اسیر و نزدیک به ۱۰۰۰۰ متروک. او بیان کرده‌است که آن سطوح فرسایش دشمنی به اندازه تخمین زده شده القاعده، نه تنها برای تلاش‌های تروریست‌ها در عراق، بلکه در کاهش آنها در سراسر جهان نیز بسیار آسیب زا بوده‌است. علاوه بر این، شویکارت استدلال می‌کرد که تقریباً تمام تخمین‌ها از تلفات دشمن به‌شدت کم‌شماری شده بود (همان‌طور که تعداد تلفات چریک‌ها نیز وجود دارد) با توجه به ناتوانی در شناسایی اجساد که به‌طور کامل توسط مواد منفجره نابود شده‌اند یا شمارش لاشه‌های کشیده شده و همچنین تعداد کشته‌شدگان. بعد از تلاش برای درمان پزشکی توسط دیگر هواداران القاعده جان خود را از دست می‌دهند.
در ۱۱ سپتامبر ۲۰۱۴، سناتور جان مک کین در برنامه سی‌ان‌ان در این ساعت استدلال کرد که این افزایش یک پیروزی بود، که هدف تأمین امنیت و ثبات اساسی برای دولت عراق را برآورده کرده‌است، و اینکه خروج نیروها پس از افزایش نیروها انجام شده‌است. منجر به افزایش عملیات تروریستی و ظهور داعش در عراق شد. مک کین گفت: «ما به لطف این افزایش، پیروز شدیم. برنده شد. پیروزی آنجا بود. تنها چیزی که ما نیاز داشتیم یک نیروی پشتیبان بود که پشتیبانی کند، نه برای شرکت در جنگ، بلکه برای تأمین پشتیبانی، تدارکات و اطلاعات. و به هر حال، جنگ کره ما سربازان را پشت سر گذاشتیم. بوسنی، ما سربازان را پشت سر گذاشتیم، نه برای جنگ، بلکه برای یک نیروی تثبیت کننده.»

#### مخالفت
پاتریک کاکبرن، روزنامه‌نگار، اعلام کرده‌است که کاهش خشونت نتیجه مستقیم پاکسازی قومی توسط دولت عراق به رهبری شیعیان و شبه‌نظامیان شیعه علیه سنی‌ها بوده‌است. او گفته‌است که «نبرد برای بغداد در سال ۲۰۰۶–۲۰۰۷ توسط شیعیان به پیروزی رسید که اکنون سه چهارم پایتخت را در اختیار دارند. این تغییرات جمعیتی دائمی به نظر می‌رسد. سنی‌هایی که تلاش می‌کنند خانه‌های خود را پس بگیرند، با ترور مواجه می‌شوند.» جان اگنیو، استاد جغرافیا دانشگاه کالیفرنیا، لس آنجلس، مطالعه‌ای را در اواسط سپتامبر۲۰۰۸ منتشر کرد که در آن اظهار داشت که خشونت در بغداد کاهش یافته‌است «به دلیل خشونت‌های بین‌اجتماعی که با شروع موج به اوج خود رسید»، گفت: «با شروع موج، بسیاری از اهداف درگیری یا کشته شده بودند یا از کشور گریختند و هنگام خروج چراغ‌ها را خاموش کردند.»
باب وودوارد، خبرنگار واشینگتن پست، با منابع دولتی ایالات متحده مصاحبه کرده‌است که به گفته آنها «افزایش» ایالات متحده دلیل اصلی کاهش خشونت در سال های۲۰۰۷–۲۰۰۸ نبوده‌است. در عوض، طبق دیدگاه او، کاهش خشونت به دلیل تکنیک‌های مخفی جدید مقامات نظامی و اطلاعاتی ایالات متحده برای یافتن، هدف قرار دادن و کشتن شورشیان بود.
برخی مانند نانسی پلوسی، رئیس وقت مجلس نمایندگان، تمام یا بخشی از کاهش خشونت را به دولت ایران نسبت داده‌اند. پلوسی در ماه مه۲۰۰۸ اظهار داشت که «برخی از موفقیت‌های این موج بخاطر حسن نیت ایرانی‌ها بوده‌است، آنها در بصره تصمیم گرفتند که جنگ چه زمانی پایان یابد، آنها دربارهٔ توقف خصومت‌ها مذاکره کردند.» کاکبرن نیز گفته‌است که ایرانیان نقش اصلی را ایفا کردند.
مفسران دیگر به بیداری اهل سنت (که در سال۲۰۰۵ آغاز شد) به عنوان مهم‌ترین دلیل کاهش خشونت در عراق اشاره کرده‌اند. دیوید کیلکلن، مشاور ضد شورش و افزایش نیرو ژنرال پترائوس، معتقد است که «قیام قبیله ای مسلماً مهم‌ترین تغییر در محیط عملیاتی عراق در چند سال گذشته بود.»
در یک مقاله ذکر شده که «حضور مسلط ایالات متحده در عراق به بقیه جهان اجازه می‌دهد تا از مسئولیت ثبات در داخل و اطراف عراق اجتناب کنند، حتی اگر همه متوجه خطرات موجود باشند». علاوه بر این، «برنامه ای برای عقب‌نشینی نیروهای ایالات متحده به موفقیت یک استراتژی دیپلماتیک بزرگتر کمک می‌کند وکشورهای خاورمیانه، دولت‌های اروپایی و سازمان ملل را وادار می‌کند تا برای حفظ ثبات در خلیج فارس سازنده تر عمل کنند»
در ۲۰ آوریل۲۰۰۷، چهار ماه پس از اجرایی شدن این افزایش، سناتور هری رید در صحن مجلس سنای ایالات متحده بیانیه ای داد که ایالات متحده قبلاً در جنگ عراق شکست خورده‌است و این افزایش هیچ نتیجه ای نخواهد داشت و اظهار داشت: «من معتقدم که من می‌گویم که وزیر امور خارجه، وزیر دفاع و شما باید در مورد آنچه رئیس‌جمهور می‌داند تصمیم بگیرید (بدانید) این جنگ شکست خورده‌است و افزایش نیرو چیزی را که با خشونت شدید دیروز در عراق نشان داد، تأثیر ندارد.»
دموکرات‌های کنگره بر این باور بودند که پیشرفت‌های نظامی در عراق حاصل شده‌است، اما پیشرفت سیاسی که پرزیدنت بوش به عنوان دلیل اصلی این افزایش اعلام کرد، رخ نداده‌است. آنها همچنان خواستار خروج نیروهای آمریکایی بودند. در فوریه ۲۰۰۸،نانسی پلوسی، رئیس مجلس نمایندگان به خبرنگاران گفت: «خدا می‌داند، هر زمان که مردان و زنان نظامی ما به یک تمرین نظامی می‌روند، ما می‌خواهیم آنها موفق شوند، و آنها هم این کار را کردند. سیاست دنبال نشد؛ بنابراین آنها می‌توانند هر تصویری را که می‌خواهند روی آن نقاشی کنند. هدف محقق نشده‌است فجایع، تلفات همچنان ادامه دارد. ما در عراق در مسیر اشتباهی پیش می‌رویم.» هیلاری کلینتون، نامزد ریاست جمهوری، که قبلاً به حمایت از پترائوس رای داده بود، اکنون در فاکس نیوز یکشنبه در همان ماه اظهار داشت که «به اصطلاح موج به این منظور طراحی شده‌است که به دولت عراق فضا و زمان بدهد تا تصمیمات سختی را اتخاذ کند که فقط عراقی‌ها می‌توانند برای آن اتخاذ کنند. خودشان… و من فکر می‌کنم که طرح یک هدف بسیار روشن برای شروع خروج نیروهایمان بهترین راه برای وادار کردن عراقی‌ها به مسئولیت است.»

#### افکار عمومی
نظرسنجی گالوپ در اوایل فوریه ۲۰۰۸ نشان داد که ۴۳درصد از آمریکایی‌ها فکر می‌کردند که افزایش نیروها «وضعیت آنجا را بهتر می‌کند». نظرسنجی سی ان ان که در همان دوره انجام شد نشان داد که ۵۲درصد فکر می‌کنند که نیروهای آمریکایی «در حال پیشرفت در بهبود شرایط در عراق و پایان دادن به خشونت در آن کشور هستند» در حالی که ۴۵درصد مخالف هستند. یک نظرسنجی که توسط مرکز تحقیقاتی پیو در همان روز منتشر شد نشان داد که ۴۸درصد از شرکت‌کنندگان در نظرسنجی معتقدند که جنگ به خوبی پیش می‌رود، در مقایسه با ۳۰درصد در سال گذشته، و تعداد مشابهی از حفظ نیروها در عراق تا زمانی که وضعیت تثبیت شود، حمایت می‌کنند."اکثریت همچنان معتقد بودند که جنگ در وهله اول یک تصمیم اشتباه است. نظرسنجی توسط رادیو ملی آمریکا برخی از نتایج آن را «نشانه ای از موفقیت‌آمیز بودن افزایش نیروها» خواند. با این وجود، نظرسنجی که در ژوئن۲۰۰۸ انجام شد، نشان داد که ۶۸درصد از آمریکایی‌ها مخالف جنگ در عراق بودند و ۶۴درصد از آمریکایی‌ها می‌خواستند رئیس‌جمهور بعدی اکثر نیروها را ظرف چند ماه پس از روی کار آمدن از عراق خارج کند.یک نظرسنجی تابستان۲۰۰۸ سی‌بی‌اس نیوز نشان داد که ۴۶درصد فکر می‌کردند که وضعیت عراق را بهبود می‌بخشد، در حالی که ۱۱درصد فکر می‌کردند اوضاع را بدتر می‌کند و ۳۲درصد فکر می‌کردند که تأثیری ندارد.
یک نظرسنجی در مارس۲۰۰۸ در عراق نشان داد که ۴۲درصد از عراقی‌ها حملات به نیروهای آمریکایی را قابل قبول خواندند و تنها ۴درصد از عراقی‌ها معتقد بودند که نیروهای آمریکایی مسئول کاهش خشونت هستند. این نظرسنجی همچنین نشان داد که ۶۱ درصد بر این باورند که حضور نیروهای آمریکایی در عراق در واقع وضعیت امنیتی را بدتر می‌کند. در ژوئیه ۲۰۰۸، نوری المالکی، نخست‌وزیر عراق و موفق الربیعی، مشاور امنیت ملی عراق، هر دو به دنبال جدول زمانی برای خروج نیروهای خارجی بودند.
یک نظرسنجی شرکت تحقیقات افکار وابسته به سی ان آن که از ۱ تا ۲ سپتامبر ۲۰۱۰ انجام شد، این سؤال را مجدداً مورد بررسی قرار داد: «همان‌طور که ممکن است بدانید، ایالات متحده در سال۲۰۰۷ ۲۰۰۰۰نیروی رزمی را به عراق اعزام کرد که به آن موجی نامیده می‌شد. بر اساس آنچه خوانده‌اید یا شنیده‌اید، فکر می‌کنید که افزایش نیروهای آمریکایی به عراق موفقیت‌آمیز بوده‌است یا شکست؟» ۶۰ درصد به عنوان موفقیت، ۳۳ درصد شکست و ۷ درصد وابسته یا نامطمئن پاسخ داده‌اند.